# Lambachpumpe

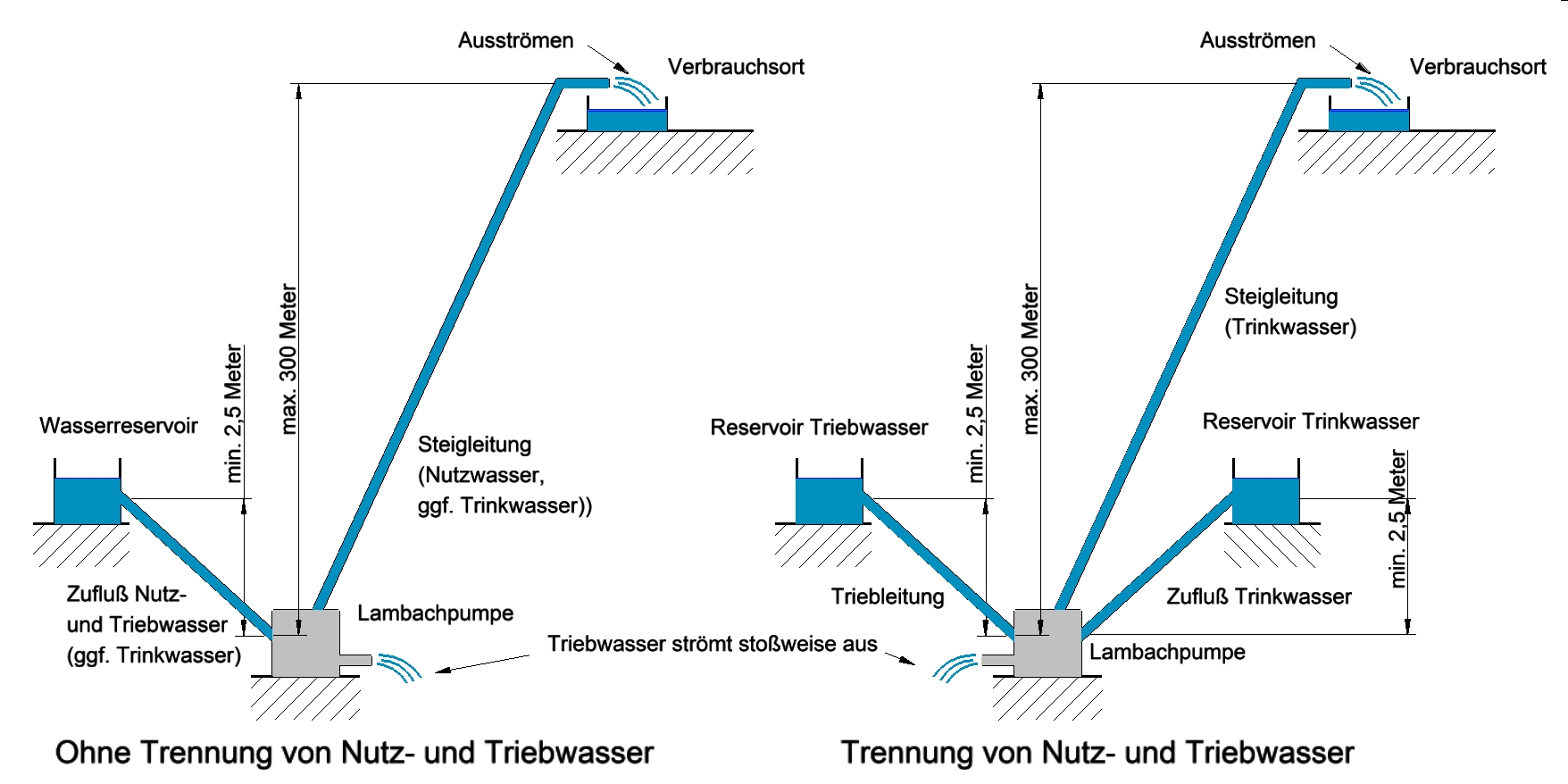
Anwendung von Lambachpumpen

Die Lambachpumpe ist eine von Gottlieb Lambach (* 1838 in Marienheide; † 1921) Ende des 19. Jhd. entwickelte wassergetriebene, intermittierend arbeitende Pumpe in Form einer Wassersäulenmaschine, die speziell für die Wasserversorgung hochgelegener Ortschaften mit Wasser (Förderwasser, insbesondere Trinkwasser) konzipiert war. Wassersäulenmaschinen waren schon lange vor Lambach für die verschiedensten Zwecke im Einsatz. Der Begriff „Wassersäulenmaschine“ geht also nicht auf Lambach zurück. Auch für die Wasserversorgung gab es schon vorher entsprechende, in den Jahren 1878–1881 entwickelte und patentierte Wassersäulenmaschinen, die jedoch keine große Verbreitung fanden. Lambachs Verdienst bestand darin, wartungsarme Pumpen (verschiedene Ausführungen) mit langer Lebensdauer und geringen Betriebskosten geschaffen zu haben, die sich hervorragend bewährten. Das war insbesondere auf die von Gottlieb Lambach und seinem Sohn Wilhelm erfundenen selbsttätigen (robusten) Ventilsteuerungen zurückzuführen.
Voraussetzung für den Betrieb von Lambachpumpen ist das Vorhandensein eines gegenüber der Pumpe höher gelegenen Wasserreservoirs (Quelle, Bach, Teich), mit dessen zur Pumpe geleitetem Triebwasser diese angetrieben wurde. Bei ersten Ausführungen der Lambach-Pumpe war keine Trennung von Förderwasser und Triebwasser vorgesehen. Sofern das Förderwasser als Trinkwasser genutzt werden sollte, durfte das Reservoir also nicht verschmutzt sein. Bei späteren Ausführungen der Pumpe waren Trieb- und Förderstrang getrennt. Das Förderwasser (Trinkwasser) konnte nun aus einem unverschmutzten Reservoir entnommen werden.
Obwohl spätere Pumpen ansaugend arbeiteten, wird in damaligen Prospekten sowohl für das Trieb- als auch für das Trinkwasserreservoir ein erforderlicher Mindesthöhenunterschied von 2,5 m zur Pumpe angegeben. Auf Pumpenniveau liegende Reservoirs (z. B. Brunnen) konnten also nicht genutzt werden. Die maximale Förderhöhe betrug ca. 300 m.
Lambachpumpen wurden von 1897 bis 1961 von der Maschinenfabrik Gottlieb Lambach in Marienheide (später Maschinenfabrik Wilhelm Lambach) gebaut (insgesamt ca. 300 Stück).

## Aufbau und Prinzip
Lambachpumpen funktionieren als Druckübersetzer / Druckwandler. Viel Wasser mit geringem Druck fördert wenig Wasser in große Steighöhen. Eine druckdichte Rohrleitung führt der Pumpe von einer höher gelegenen Stelle eines Gewässers Wasser zu, das durch seinen statischen Druck einen Triebkolben mit großem Durchmesser aus einem Zylinder drückt. Ein fest am Triebkolben angebrachter Druckkolben mit kleinerem Durchmesser drückt dann das Förderwasser in eine Leitung zum Hochbehälter.
Im Gegensatz zu einem hydraulischen Widder arbeitet sie nicht mit der kinetischen Energie des Wassers, sondern mit der potentiellen Energie. Es wird nicht die Fließgeschwindigkeit, sondern der Wasserdruck genutzt.
Dabei können Förderwasser und Triebwasser getrennte Leitungen haben, mit verunreinigtem Flusswasser kann also sauberes Trinkwasser in bis zu 300 m höher gelegene Wasserreservoirs gefördert werden, um von dort aus ein Dorf mit Wasser zu versorgen. Es ist ebenfalls möglich, die Pumpe mit reinem Trinkwasser zu betreiben, es wird durch den Betrieb nicht verunreinigt.
Lambachpumpen erreichen einen hohen Wirkungsgrad von bis zu 90 % und arbeiten sehr zuverlässig, da sie nur wenige bewegliche Teile haben und keine schnellen Bewegungen ausführen.

### Prinzip einer stehenden, einfach wirkenden Lambachpumpe
Die erste Konstruktion einer Lambachpumpe (einfach wirkend, stehend, d. h. senkrechte Kolbenbewegung) wurde im Jahre 1896 zum Patent angemeldet und ist in Bild 1 dargestellt. Arbeits- und Druckzylinder des Druckwandlers sind durch drei Säulen verbunden. Der Doppelkolben ist mit einem mit Hilfe einer Säule verdrehgesicherten Hubstück versehen, in dem sich ein Hubstift befindet, der unter ein Kurvenstück greift. Kurvenstück und Hammer sind mit einer Welle, die sich in einer an zwei Säulen befestigten Traverse drehen kann, fest verbunden. Der Winkelhebel, an dem zwei Puffer befestigt sind, ist um eine zweite Welle in der Traverse drehbar. Beide Wellen sind in senkrechter Richtung gegeneinander versetzt. Zwei Anschläge begrenzen die Bewegung des Winkelhebels, indem jeweils einer seiner Puffer auf einen Anschlag aufsetzt. Die Bewegung des Winkelhebels wird über Zugstangen auf die Schalthebel des Einlass- und Auslassventils übertragen, wodurch gelochte Ventilplatten gegeneinander verdreht und so die Ventile geöffnet oder geschlossen werden (Drehschieberventile). Von der zum Einlassventil führenden Trieb- und Förderwasserleitung zweigt über ein Rückschlagventil (RSV) die Speiseleitung zum Druckzylinder ab. Der Druckzylinder ist ebenfalls über ein RSV mit der zum Verbrauchsort führenden Steigleitung verbunden.
In Bild 2 und Bild 3 ist die Funktion der Pumpe dargestellt. Bei Inbetriebnahme der Pumpe strömt das Wasser aus dem gegenüber der Pumpe erhöhten Reservoir in die Ventile und den Arbeitszylinder. Ob und ggf. wie eine Anfangsentlüftung erfolgte, ist nicht bekannt. Über das sich öffnende untere RSV strömt das Wasser über die Speiseleitung auch in den Druckzylinder, öffnet das dortige RSV und steigt in der Steigleitung bis zum Niveau des Reservoirs. Der Druck im Arbeitszylinder erzeugt wegen der großen Kolbenfläche eine große Kraft, die im Druckzylinder wegen der kleinen Fläche des dortigen Kolbens einen großen Druck zur Folge hat. Dadurch entsteht kurzzeitig eine Rückströmung durch das untere RSV, wodurch es geschlossen wird. Wasser wird nun mit hohem Druck in die Steigleitung gedrückt. Während der Aufwärtsbewegung des Doppelkolbens verdreht der Hubstift das Kurvenstück und damit den Hammer. Sobald dieser seine höchste Stellung überschritten hat, fällt er auf Grund seines Gewichts herab und schlägt auf einen Puffer des Winkelhebels auf. Dadurch wird dieser sehr schnell verdreht und schaltet über die Zugstangen und die Schalthebel die Ventile um. Der Doppelkolben stoppt und bewegt sich nun wegen des am Auslassventil ausströmenden Wassers und des damit im Arbeitszylinder einhergehenden Unterdrucks nach unten. Im Druckzylinder sinkt somit auch der Druck und das kurzzeitig aus der Steigleitung zurückströmende Wasser schließt das dortige RSV. Über die Speiseleitung wird Wasser angesaugt, so dass sich das untere RSV öffnet. Der Hubstift drückt bei der Kolbenbewegung nach unten nun von oben auf das Kurvenstück, wodurch der Hammer wiederum angehoben wird (in Gegenrichtung), niederfällt und somit wieder eine Ventilumschaltung herbeiführt. Der Zyklus beginnt von vorn. Das in der Steigleitung befindliche Wasser steht nun höher als das Reservoirniveau und wird mit jedem Zyklus ein Stück weiter angehoben, bis es am Verbrauchsort stoßweise ausfließt. Ein Zyklus dauert sehr lange (60 bis 120 s). Alle Lambachpumpen sind Langsamläufer.
Diese Konstruktion wurde sehr bald unter Beibehaltung des Prinzips modifiziert. Einlass- und Auslassventil sind nun in einem Gehäuse zusammengefasst und werden über einen gemeinsamen, vom Hammer betätigten Schalthebel umgeschaltet (nun jedoch mit Hilfe von Zahnradsegmenten). Zwei über Umlenkräder geführte Ketten verbinden den Doppelkolben mit einem Gegengewicht. Beim Herunterfahren des Kolbens (Befüllen des Druckzylinders, Entleeren des Arbeitszylinders) wird das Gewicht angehoben und so ein Teil der ansonsten bei diesem Vorgang verlorengehenden Energie als potentielle Energie gespeichert. Beim Hochfahren (Wasser wird in die Steigleitung gedrückt) übt das Gewicht neben dem Wasserdruck eine zusätzliche Kraft auf den Doppelkolben aus. Auf diese Weise wird ein höherer Wirkungsgrad erreicht und es können größere Drücke (Förderhöhen) realisiert werden.

### Prinzip einer liegenden, doppelt wirkenden Lambachpumpe
Im Jahre 1906 meldete Lambach eine doppelt wirkende Pumpe zum Patent an, bei der durch das Gegentaktprinzip am Verbrauchsort ein nahezu gleichmäßiges Ausströmen erreicht wurde. Die Funktion ähnelt der einfach wirkenden Lambachpumpe, lediglich die Anordnung der Druckwandler und die Ventilsteuerung sowie die konkrete konstruktive Ausführung unterscheiden sich.
Nachfolgend wird noch eine Ausführung mit horizontaler Bewegungsrichtung zweier im Gegentakt arbeitender gekoppelter Druckwandler beschrieben (doppelt wirkend, liegend). Die beiden Doppelkolben sind mit einem Gestell miteinander verbunden, das in einer Steuerplatte geführt wird (siehe Bilder 4 und 5). Es sind auch Ausführungen bekannt, bei denen darüber hinaus die beiden Doppelkolben direkt miteinander verbunden sind (über eine Kolbenstange). Die beiden Druckzylinder sind über RSV mit Speiseleitungen (Trinkwasser) und Steigleitungen versehen. Die vom Trinkwasserreservoir kommende Speiseleitung verzweigt vorher, während die Steigleitungen hinter der Pumpe zusammengeführt werden. Über dem Arbeitszylinder sind zwei Verteilerkessel angeordnet, die die Einlass- und Auslassventile enthalten und die Steuerplatte tragen. Die Triebwasserleitung mündet in den oberen Verteilerkessel. In der Schnittdarstellung bewegen sich die Doppelkolben von links nach rechts. Die Ventilstellungen und der Wasserfluss sind dargestellt. Das aus den Auslassventilen ausströmende Triebwasser fließt über die Außenwand der beiden verbundenen Arbeitszylinder ab (oder über unter den Auslassventilen angeordnete Abflussrinnen).
Die Ventilumsteuerung wird über zwei im Gestell befestigte Anschläge veranlasst (Bild 6). Bei den Ventilen handelt es sich um Hubventile, deren Gewichte so dimensioniert sind, dass sie Reibungswiderstände etc. überwinden. Der Verschluss selbst erfolgt dann durch den Druck des Triebwassers. Bei Bewegung der Doppelkolben (und damit des Gestells) nach rechts trifft der linke Anschlag auf die in der Steuerplatte gleitend gelagerte Zahnstange A und verschiebt diese. Dadurch wird das mit der Schaltwelle verbundene Zahnrad A verdreht und der an der Schaltwelle befestigte Hammer angehoben. Ein Zahnrad B läuft lose auf der Schaltwelle. Es verdreht sich nur, wenn der in der Schaltwelle sitzende Mitnehmerstift auf den mit dem Zahnrad B verbundenen Anschlagstift trifft. Sobald der Hammer seinen höchsten Punkt überschritten hat, fällt er nieder, wodurch über das Zahnrad A die Schaltwelle in schnelle Umdrehung versetzt wird. Die Zahnstange A wird vom linken Anschlag in Richtung auf den rechten Anschlag verschoben. Das Zahnrad B dreht sich nun und verschiebt den gleitend in der Steuerplatte gelagerten Nockenschlitten mit Hilfe der Zahnstange B, die am Nockenschlitten befestigt ist. Die Schaltnocken heben die Ventile 2 und 4 an (öffnen sie also), während die Ventile 1 und 3 in ihre Dichtstellung zurückfallen. Die Umschaltung ist vollzogen.

## Lambachpumpen in Deutschland (Auswahl)
- „Lambachpumpe“ im „Däfernwald“ des Weilers Däfern bei Gemeinde Auenwald (Baden-Württemberg), versorgte von 1929 bis 1958 den Höhenweiler Lutzenberg mit Wasser. Die Pumpe vom Typ E300, Baujahr 1929, war bis 1954 (oder 1958?) in Betrieb und steht unter Denkmalschutz. Sie hatte eine Förderhöhe von 130 m. Die treibende Wassersäule war 30 m hoch. Die Anlage wurde 2008–2011 restauriert.
- Weilmünster-Rohnstadt: Die Pumpe vom Typ L380, Baujahr 1921, war bis 1964 in Betrieb. Die Förderleistung betrug 1250 l/h.
- Marienheide: Eine funktionsfähige Pumpe vom Typ L380, Baujahr 1911, wird im Lambachpumpenmuseum vorgeführt.[11]
- Lykershausen: Die Alte Wasserpumpe wurde 1925 gebaut und war bis 1968 im Einsatz. Sie ist vom Typ 380L, hat eine Förderleistung von 1500 l/h und eine Förderhöhe von 116 m.
- Konz: Eine nicht funktionsfähige Lambachpumpe befindet sich in einem rekonstruierten Pumpenhaus im Volkskunde- und Freilichtmuseum Roscheider Hof.[12]
- Im Walldürner Stadtteil Hornbach (Neckar-Odenwald-Kreis) wurde 1995 eine Lambachpumpe L380 von 1924 wieder funktionstüchtig instand gesetzt und das Maschinenhaus von 1894 saniert.[13]
- Nomborn im Westerwald: Eine Lambachpumpe wird noch zur Versorgung der örtlichen Brunnen betrieben.[14]
- Blankenheimerdorf: Eine nicht mehr funktionstüchtige Pumpe vom Typ D500 aus dem Jahr 1929 soll wieder restauriert werden.[15]
- Much im Rhein-Sieg-Kreis: Im „Wasserpark“ des Technik- und Bauernmuseums[16] in Much-Berzbach steht eine funktionsfähige Lambachpumpe vom Typ L380, Baujahr 1914.
- Marmagen: Zwischen 1908 und 1910 wurde am Marmagener Bach unterhalb der Fuchshöhle eine Karstquelle gefasst, das Wasser zur etwa einen Kilometer unterhalb liegenden Pumpstation geleitet (475 m ü.NN) und von dort zu einem Hochbehälter auf 570 m ü.NN gepumpt. Die Kosten betrugen damals 50.231 Mark und wurden 1912 mit 10.000 Mark aus dem Westfond bezuschusst.
- Baiersbronn-Obertal, hier steht unter einem Schutzdach eine nicht mehr funktionsfähige Lambachpumpe (technisches Denkmal), die ehemals Wasser auf den Ruhestein gepumpt hat.
- Alme (Brilon), stillgelegte Lambachpumpe; Betriebszeit Januar 1931 bis Dezember 1977; jährliche Pumpleistung 35.700 m³, Standort

## Firma Lambach, ihre Inhaber und einige Maschinendaten
Zitiert von oberwipper.de:
- Gottlieb Lambach (* 1838 in Griemeringhausen bei Marienheide; † 1921/1922?), gelernter Mühlenbauer, Erfinder der Lambachpumpe um 1880. Gründer einer Maschinenfabrik in Marienheide-Oberwipper, OT Oberwipper.
- Wilhelm Lambach sen., geb. 1875, Sohn von Gottlieb Lambach, übernahm die Maschinenfabrik 1912 und leitete sie bis zu seinem Tod 1944.
- Wilhelm Lambach jun., geb. 21. Juli 1903, Sohn von Wilhelm Lambach sen., zeitweise tätig im Unternehmen als Betriebsleiter. Karriere als technischer Offizier in der Reichs- und Bundes-Luftwaffe und als beratender Ingenieur in der Triebwerk-Technologie. Verstorben 1992.

Unter Wilhelm Lambach jun. hatte die Firma zehn Mitarbeiter und lieferte Maschinen in viele Länder. Die Förderleistung reichte je nach Modell von 30 bis 300 Kubikmeter je Tag. Die Verkaufspreise der Maschinen lagen in den 1930er Jahren laut Prospekten zwischen 3.700 und 11.300 RM. Triebgefälle (und Fördergefälle) reichten von 2,5 bis 150 (oder 180) Metern. Je nach Typ wog eine Maschine zwischen 800 und 7.800 Kilogramm. Die Gesamtwirkungsgrade der Wasserförderung dieser verschiedenen Maschinen lagen zwischen 50 und 90 %, oft zwischen 65 und 80 %.

### Typen von Lambachpumpen
Daten zitiert von oberwipper.de.
- Typ E280(S), stehende Kolben, 15 m3/d (10 l/min), mindestens 60 m Förderhöhe, Bau ab etwa Jahr 1900, frühestens 1897
- Typ E300, stehende Kolben, 30 m3/d (21 l/min), 2,5–50 m (2,5–50 m) Triebgefälle (und Fördergefälle), Bau spätestens ab 1909
- Typ E400, stehende Kolben, 45 m3/d (31 l/min), 3–60 m (3–60 m) Triebgefälle (und Fördergefälle), Bau spätestens ab 1922
- Typ L380, liegende Kolben, 270 m3/d (190 l/min), 4–150 m (3–180 m) Triebgefälle (und Fördergefälle), Bau spätestens ab 1911
- Typ L500, liegende Kolben, Bau spätestens seit 1961, letzte entwickelte Lambachtype
- Typ D280, stehende Kolben, mindestens 12,2 m3/d (8,5 l/min), Förderhöhe mindestens 59 m, Bau spätestens ab 1911
- Typ D400, stehende Kolben, mindestens 26,6 m3/d (18 l/min), mindestens 75 m Förderhöhe
- Typ D500, stehende Kolben, 300 m3/d (210 l/min), 4–80 m (3–90 m) Triebgefälle (und Fördergefälle), Bau spätestens seit 1922